# Semiothisa punctiversa
Semiothisa punctiversa là một loài bướm đêm trong họ Geometridae.